# 国际客运中心站
国际客运中心站位于上海市虹口区北外滩街道東長治路旅順路，为上海轨道交通12号线的地下侧式车站，因临近的上海港国际客运中心而得名。於2013年12月29日啟用。

## 车站结构

### 楼层配置
2个侧式站台地下車站。
| 地面层   | 出入口             | 1-3出入口                               |                    |                    |
| 地下一层 | 站厅及出入口       | 4出入口、票务服务、自动售票机、服务中心 |                    |                    |
| 地下二层 | 侧式站台，右侧开门 | 侧式站台，右侧开门                      | 侧式站台，右侧开门 | 侧式站台，右侧开门 |
|          | ①站台              | █ 12号线 往七莘路（天潼路）             |                    |                    |
|          |                    | █ 12号线 存车线                         |                    |                    |
|          | ②站台              | █ 12号线 往金海路（提篮桥）             |                    |                    |
|          | 侧式站台，右侧开门 |                                         |                    |                    |

## 車站出口
国际客运中心站共有4个出入口，另车站2号和3号出入口处有地下连通道通向上海白玉兰广场，各出入口如下所示：
| 出口编号            | 出口指示         | 照片 |
| ------------------- | ---------------- | ---- |
| 1 · 出口            | 东长治路，新建路 |      |
| 2 · 出口            | 东长治路，新建路 |      |
| 3 · 出口            | 东长治路         |      |
| 4 · 出口 · （设有） | 东长治路，商丘路 |      |
| 图例： 设有         |                  |      |

## 车站周边
- 雷士德工学院旧址
- 上海白玉兰广场
- 北外滩滨江绿地